# 静岡市立賤機中学校
静岡市立賤機中学校（しずおかしりつ しずはたちゅうがっこう）は、静岡県静岡市葵区下に所在する公立中学校。

## 沿革
- 1953年 - 静岡市立賤機南中学校と同市立賤機中中学校が合併し開校。
- 1957年 - 校歌制定
- 1970年 - 静岡市立賤機北中学校を併合。
- 1971年 - プール完成
- 1974年 - 体育館完成
- 1983年 - 現校舎完成

## 部活動
| - 陸上競技部 - 野球部 - バレーボール部（男・女） - バスケットボール部（男・女） | - 卓球部 - 吹奏楽部 - 美術部 - 余暇活動部 |

## 小学校区
- 静岡市立賤機南小学校
- 静岡市立賤機中小学校
- 静岡市立松野小学校
- 静岡市立賤機北小学校

## アクセス
- しずてつジャストライン安倍線 ｢下｣停留所から、徒歩5分